# Puntate di Heroes Reborn
Le puntate della miniserie televisiva statunitense Heroes Reborn, presentate come componenti del volume Awakening, sono andate in onda sulla NBC dal 24 settembre 2015 al 21 gennaio 2016. 
Le prime due erano già state presentate in anteprima al Toronto International Film Festival il 15 settembre 2015.
In Italia, la miniserie è stata trasmessa dal 10 febbraio al 5 maggio 2017 su Premium Action. In chiaro è stata trasmessa dal 26 giugno 2018 sul canale 20.
| nº | Titolo originale      | Titolo italiano           | Prima TV USA      | Prima TV Italia  |
| -- | --------------------- | ------------------------- | ----------------- | ---------------- |
| 1  | Brave New World       | Il mondo nuovo            | 24 settembre 2015 | 10 febbraio 2017 |
| 2  | Odessa                | Odessa                    | 24 settembre 2015 | 17 febbraio 2017 |
| 3  | Under the Mask        | Sotto la maschera         | 1º ottobre 2015   | 24 febbraio 2017 |
| 4  | The Needs of the Many | I bisogni di molti        | 8 ottobre 2015    | 3 marzo 2017     |
| 5  | The Lion's Den        | La tana del leone         | 15 ottobre 2015   | 10 marzo 2017    |
| 6  | Game Over             | Game Over                 | 22 ottobre 2015   | 17 marzo 2017    |
| 7  | June 13th - Part One  | 13 giugno - prima parte   | 29 ottobre 2015   | 24 marzo 2017    |
| 8  | June 13th - Part Two  | 13 giugno - seconda parte | 5 novembre 2015   | 31 marzo 2017    |
| 9  | Sundae, Bloody Sundae | Gusto sangue              | 12 novembre 2015  | 7 aprile 2017    |
| 10 | 11:53 to Odessa       | 11:53 per Odessa          | 19 novembre 2015  | 14 aprile 2017   |
| 11 | Send in the Clones    | Avanti i cloni            | 7 gennaio 2016    | 21 aprile 2017   |
| 12 | Company Woman         | La donna dell'impresa     | 14 gennaio 2016   | 28 aprile 2017   |
| 13 | Project Reborn        | Progetto rinascita        | 21 gennaio 2016   | 5 maggio 2017    |

## Il mondo nuovo
- Titolo originale: Brave New World
- Diretta da: Matt Shakman
- Scritta da: Tim Kring

### Trama
Il 13 giugno 2014 a Odessa, nei pressi della sede della Primatech Paper, si tiene il grande summit internazionale Humans & Evos United, un'occasione per celebrare e stimolare la coesistenza pacifica tra le persone normali e quelle dotate di abilità soprannaturali, note come "evolved humans" ("umani evoluti"), o con la relativa abbreviazione evo. L'evento si trasforma tuttavia presto in tragedia quando una violenta esplosione uccide la maggior parte dei presenti, a migliaia sia umani che evo. I media attribuiscono la responsabilità dell'attentato al professore Mohinder Suresh, che l'avrebbe rivendicato in nome di una sua posizione suprematista a favore degli evo. Un anno dopo, le conseguenti maggiori discriminazioni e misure di controllo governative nei confronti di chi è dotato di poteri straordinari hanno fatto sì che gli evo vivano prevalentemente nascosti, cercando di celare la propria identità. Tra questi, Tommy Clark è un giovane studente che, dopo aver cambiato più volte nome e luogo di residenza, vive con la madre a Carbondale, cercando di tenere sotto controllo la sua abilità, far sparire persone e cose verso luoghi ignoti. Stressato dalla sua condizione, cerca invano aiuto in un ristretto incontro segreto di evo a Chicago, incontrando brevemente un gruppo di persone speciali che poco dopo rimane ucciso per mano di Luke e Joanne Collins, una coppia in cerca di vendetta per la morte del figlio, avvenuta al summit di Odessa, determinata a uccidere ogni soggetto avanzato. Luke e Joanne rintracciano Tommy a Carbondale, dove il ragazzo usa la sua abilità per salvare sé stesso e una compagna di scuola di cui è infatuato, Emily Duval.
Nel frattempo, nell'East Los Angeles, un evo, Oscar Gutierrez, usa i suoi poteri in veste di vigilante contro il crimine, chiamato dai media "El Vengador", indossando anche un costume da wrestler messicano. Tuttavia, dopo essere stato ferito in un'imboscata, muore tra le braccia del fratello Carlos, ex militare, al quale invita a continuare la sua opera, che lo vedeva anche indagare sugli eventi di Odessa, oltre a prendersi cura del figlio Jose, anche lui dotato di un'abilità. A Tokyo, la giovane Miko Otomo viene raggiunta in casa da uno sconosciuto appassionato di videogiochi, Ren, il quale crede che lei sia la protagonista di un gioco, una realtà virtuale alla quale avrebbe il potere di accedere personalmente usando la katana appartenuta al padre. Dopo aver allontanato Ren, prova la sua teoria ritrovandosi nella realtà virtuale. Intanto, a Austin, Noah Bennet vive sotto un'identità fittizia con il nome di Ted, convivendo con la compagna Julia, non avendo memorie riguardo agli eventi di Odessa, a cui era presente in cerca della figlia Claire che non vedeva da tempo, ora data per morta. Nella sua nuova casa viene raggiunto da Quentin Frady, un cospirazionista che lo vuole coinvolgere nelle sue indagini sull'attentato: Quentin è convinto che Mohinder Suresh sia solo un capro espiatorio e sia in realtà coinvolta Renautas, la società che ha acquisito la Primatech. Anche se lo respinge, Noah inizia ad indagare sulle sue affermazioni, ritrovandosi presto, grazie ad un indizio lasciatogli da Quentin, in uno studio oculistico di Dallas, in cui ritrova René, l'ex aiutante con l'abilità di cancellare la memoria. A sorpresa, quest'ultimo prova ad ucciderlo, ma Noah riesce a difendersi, sparandogli. Prima di perire, René afferma di aver tentato di ucciderlo per seguire le sue stesse indicazioni lasciategli prima di cancellargli ricordi riguardo ad un imprecisato evento futuro. Nel finale un'altra evo, Malina, preannuncia che un imprecisato evento si sta verificando più velocemente del previsto e non è più in grado di controllarlo.
- Guest star: Jimmy Jean-Louis (René), Toru Uchikado (Ren Shimosawa), Krista Bridges (Anne Clark), Marco Grazzini (Oscar Gutierrez), Lucius Hoyos (Jose Gutierrez), Marianne Farley (Julia), Nesta Cooper (Dahlia), Pruitt Taylor Vince (Caspar Abraham).
- Ascolti USA: telespettatori 6.090.000 – rating 18-49 anni 2,0% (media prime due puntate)[5]

## Odessa
- Titolo originale: Odessa
- Diretta da: Greg Beeman
- Scritta da: Peter Elkoff

### Trama
Noah continua ad indagare coinvolgendo Quentin, il quale gli rivela di essere in cerca della sorella Phoebe, rapita dalla Renautas. Entrambi ritornano quindi a Odessa, nella sede parzialmente danneggiata della Primatech, in cerca di informazioni per individuare Molly Walker. Molly è una ragazza in grado di individuare qualsiasi persona con il solo pensiero, quindi Noah è convinto rientri nei piani della Renautas e vuole trovarla per primo. La ragazza, che tenta di celare la sua identità con il nome di Zoe, verrà infatti presto rapita da agenti della compagnia. Nella struttura, ancora operativa, Quentin e Noah vengono raggiunti da Luke e Joanne, i quali erano finiti in una delle celle della compagnia, e che fuggono con una lista di evo monitorati dalla stessa. Intanto, Tommy si rende conto che una misteriosa figura sta vegliando su di lui, Caspar Abraham, e capisce che quando fa sparire qualcosa questa viene spedita nel luogo che visualizza col pensiero. A Los Angeles, Carlos Gutierrez, mentre indaga sul perché la polizia abbia incastrato il fratello, scopre con l'aiuto di un prete che Oscar aiutava gli evo a raggiungere segretamente il Canada. Miko Otomo accetta l'aiuto di Ren nel navigare nella realtà virtuale a cui ha accesso grazie alla katana, e nella quale ha intenzione di ritrovare il padre Hachiro.
- Guest star: Carlos Lacamara (padre Mauricio Chavez), Francesca Eastwood (Zoe/Molly Walker), Toru Uchikado (Ren Shimosawa), Hiro Kanagawa (Hachiro Otomo), Eve Harlow (Taylor Kravid), Peter Mooney (Francis, complice di Taylor), Marianne Farley (Julia, solo accreditata), Lucius Hoyos (Jose Gutierrez), Pruitt Taylor Vince (Caspar Abraham).
- Ascolti USA: telespettatori 6.090.000 – rating 18-49 anni 2,0% (media prime due puntate)[5]

## Sotto la maschera
- Titolo originale: Under the Mask
- Diretta da: Greg Beeman
- Scritta da: Seamus Kevin Fahey

### Trama
Mentre Luke inizia ad accusare i primi sintomi di quelle che sembrano abilità tipiche degli evo, Noah e Quentin fanno sosta in un ospedale per medicare la ferita di quest'ultimo. Nello stesso posto, Noah ha l'occasione di vedere sé stesso riconoscere apparentemente il corpo deceduto della figlia Claire nei filmati di sicurezza del 13 giugno precedente, in cui è presente anche Molly. Più tardi raggiungono la sede della Renautas dove viene condotta Molly con la forza. Lei rifiuta però il loro aiuto e finisce per essere sfruttata cinicamente dai dirigenti della società, guidata da Erica Kravid, che usano la sua abilità per alimentare EPIC, un'app in grado di localizzare e identificare tutti gli evo presenti sulla Terra. Nel frattempo, in Giappone Miko viene fermata dalle guardie della sede locale della Renautas, nella quale era arrivata durante il suo viaggio virtuale alla ricerca del padre. Viene liberata grazie all'intervento di Ren, con il quale decide di seguire la dirigente dell'azienda negli Stati Uniti. A Log Angeles, Carlos identifica un gruppo di poliziotti corrotti che perseguitano gli evo, ma viene sopraffatto dal loro leader, il capitano Dearing. Tommy cerca di tenere a freno le preoccupazioni della madre esprimendo la volontà di provare a vivere una vita normale. Dopo che lei scopre che Caspar sta vegliando su di lui, decide tuttavia che è arrivato il momento di lasciare la città e cambiare identità. Durante il tentativo di fuga improvvisata rimangono però vittime di un incidente stradale.
- Guest star: Carlos Lacamara (padre Mauricio Chavez), Francesca Eastwood (Molly Walker), Toru Uchikado (Ren Shimosawa), Clé Bennett (M. F. Harris), Eve Harlow (Taylor Kravid), Peter Mooney (Francis), Dylan Bruce (James Dearing), Krista Bridges (Anne Clark), Lucius Hoyos (Jose Gutierrez), Pruitt Taylor Vince (Caspar Abraham).
- Ascolti USA: telespettatori 5.000.000 – rating 18-49 anni 1,6%[6]

## I bisogni dei molti
- Titolo originale: The Needs of the Many
- Diretta da: Jeff Woolnough
- Scritta da: Joey Falco

### Trama
Tommy rimane solo lievemente ferito nell'incidente, la madre tuttavia accusa ferite più gravi. La teletrasporta in ospedale, dove in seguito si offre di donarle il sangue. Il test di compatibilità però è negativo, quindi sfrutta ancora una volta la sua abilità per andare alla ricerca di sangue del gruppo adatto insieme a Emily. Riesce nella missione, ma il suo test nel frattempo lo aveva identificato come evo, quindi si ritroverà braccato da agenti federali. Intanto, mentre Miko e Ren raggiungono la sede della Renautas (Midian, Colorado), Noah e Quentin penetrano al suo interno con l'aiuto di Taylor, figlia della dirigente Erica, la quale tra gli evo rapiti ha fatto includere anche il suo ragazzo Francis. I tre, dopo aver superato alcuni cloni di Harris, uno dei principali agenti della compagnia, raggiungono una sala in cui sono rinchiusi in stato di incoscienza gli evo rapiti. Tra questi, vi è Molly, che si rifiuta nuovamente di raccontare quanto accaduto il 13 giugno, anche se conferma che quel giorno Claire è morta. La ragazza, per non farsi continuare a sfruttare per i suoi poteri di localizzazione, decide di suicidarsi.
A Los Angeles, il capitano Dearing cattura padre Mauricio e Jose, approfittando di una temporanea assenza di Carlos. Luke confessa a Joanne di essere un evo. Malina, dal circolo polare artico, in cui è rimasta a lungo nascosta, accompagnata dalla sua guida Farah, completa la sua preparazione per affrontare il prossimo misterioso evento in grado di minacciare l'intera esistenza umana, iniziando quindi a spostarsi verso latitudini più meridionali.
- Guest star: Nazneen Contractor (Farah Nazan), Francesca Eastwood (Molly Walker), Carlos Lacamara (padre Mauricio Chavez), Toru Uchikado (Ren Shimosawa), Clé Bennett (M. F. Harris), Eve Harlow (Taylor Kravid), Peter Mooney (Francis), Dylan Bruce (James Dearing), Dean Armstrong (Cole Cutler), Krista Bridges (Anne Clark), Lucius Hoyos (Jose Gutierrez), Aislinn Paul (Phoebe Frady), Pruitt Taylor Vince (Caspar Abraham).
- Ascolti USA: telespettatori 4.410.000 – rating 18-49 anni 1,2%[7]

## La tana del leone
- Titolo originale: The Lion's Den
- Diretta da: Jeff Woolnough
- Scritta da: Holly Harold

### Trama
Tommy viene costretto con la forza a registrarsi, procedura durante il quale gli viene impiantato un chip di localizzazione sottocutaneo, per poi apprendere di essere stato adottato, scoprendo quindi di essere anche lui ignaro della sua vera identità. In seguito, sfruttando i suoi poteri, raggiunge la madre in ospedale in cerca di spiegazioni, dove sarà raggiunto anche da Caspar, l'uomo che "veglia" su di lui da diverso tempo. Caspar gli dirà che è destinato ad aiutare a salvare il mondo, ma il ragazzo, ancora sconvolto, decide di allontanarsi subito dopo. Nel frattempo, Quentin, Noah e Taylor trascinano Erica in un'imboscata presso la sua abitazione, ma prima che riescano ad ottenere spiegazioni vengono raggiunti da cloni di Harris, venendo salvati dall'intervento di Miko Otomo, arrivata anche lei sul posto per recuperare la spada del padre. Erica fugge, ma Noah e Quentin riescono a immobilizzare uno dei cloni. Più tardi, Erica apprende dal suo scienziato di fiducia, Richard Schwenkman, che l'apocalittico preannunciato evento, un'inversione dei poli magnetici terrestri, con conseguente perdita dello scudo di protezione contro le particelle cariche solari, si verificherà ormai nel giro di una settimana. Luke ritorna intanto presso la sua abitazione, devastato dopo l'abbandono della moglie. Malina si ritrova inseguita da uomini della compagnia, tra cui un evo e un clone di Harris, riuscendo a fuggire ma venendo costretta a separarsi da Farah.
- Guest star: Nazneen Contractor (Farah Nazan), Toru Uchikado (Ren Shimosawa), Clé Bennett (M. F. Harris), Eve Harlow (Taylor Kravid), Dylan Bruce (James Dearing), Dean Armstrong (Cole Cutler), Aislinn Paul (Phoebe Frady), Krista Bridges (Anne Clark), Michael Therriault (Richard Schwenkman), Pruitt Taylor Vince (Caspar Abraham).
- Ascolti USA: telespettatori 4.010.000 – rating 18-49 anni 1,1%[8]

## Game Over
- Titolo originale: Game Over
- Diretta da: Gideon Raff
- Scritta da: Nevin Densham

### Trama
Noah e Quentin riescono a sfruttare Harris per penetrare nella sede della Renautas. Qui vengono raggiunti da Miko, la cui presenza dà l'opportunità a Harris di liberarsi. Dopo aver capito di essere dalla stessa parte, Miko si unisce a Noah e Quentin e insieme raggiungono il laboratorio della compagnia, dove mezzi e personale selezionato vengono teletrasportati nel futuro. Erica Kravid, infatti, vuole lasciare la Terra andare incontro alle catastrofiche conseguenze dell'imminente inversione dei poli magnetici, rifondando la società umana nel futuro. Miko apprende di non essere umana, ma un personaggio ludico ingegnato dal padre. La sua missione nel videogioco Evernow non è liberare il padre, come credeva, ma sacrificarsi per liberare il "maestro del tempo e dello spazio", in esso rinchiuso dalla compagnia per sfruttare i suoi poteri, ossia viaggiare nel tempo e nello spazio. Miko riesce ad adempiere alla sua missione, liberando Hiro Nakamura. Hiro salva Noah da Harris e accetta di portarlo indietro nel tempo, al 13 giugno dell'anno precedente. Intanto, Quentin aveva ritrovato la sorella Phoebe, la quale tuttavia rimane sotto una pesante influenza della compagnia, e usa i suoi poteri per cercare di fermare il fratello e Noah. Quentin rimane ucciso.
Nel frattempo, Malina si imbatte in Luke, il quale prova a togliersi la vita. La ragazza lo salva e le rivela la sua missione: salvare il mondo con l'aiuto di un ragazzo, di cui ha solo una foto. Luke lo riconosce, si tratta di Tommy, il quale, dopo aver portato Emily a Parigi e aver vissuto con lei un momento romantico, inizia a sentirsi pronto ad andare incontro al suo destino. Carlos, intanto, costringe Dearing a portarlo presso il luogo in cui sono stati rinchiusi il nipote e padre Mauricio, noto come Sunstone Manor, mentre Taylor decide di appoggiare il movimento pro-evo guidato da Hero_Truther, pubblicando un video in cui denuncia i rapimenti e lo sfruttamento adoperati dalla compagnia.
- Guest star: Masi Oka (Hiro Nakamura), Toru Uchikado (Ren Shimosawa), Clé Bennett (M. F. Harris), Eve Harlow (Taylor Kravid), Dylan Bruce (James Dearing), Hiro Kanagawa (Hachiro Otomo), Aislinn Paul (Phoebe Frady), Michael Therriault (Richard Schwenkman).
- Ascolti USA: telespettatori 3.800.000 – rating 18-49 anni 1,1%[9]

## 13 giugno - prima parte
- Titolo originale: June 13th - Part One
- Diretta da: Allan Arkush
- Scritta da: Adam Lash e Cori Uchida

### Trama
Il 13 giugno 2014, a Odessa, Mohinder Suresh, pronto a presentare i risultati della ricerca che ha svolto per conto della Renautas, preannunciando l'inversione dei poli per l'anno seguente e come possa essere fermata grazie agli evo, viene raggiunto da Angela Petrelli, la quale invano prova a metterlo in guardia contro le reali intenzioni di Erica Kravid, che non vuole salvare il mondo ma lasciare la razza umana estinguersi, salvando solo suoi prescelti. Angela è a conoscenza di ciò grazie ai suoi sogni divinatori, ma lo scienziato si rifiuta di crederle. Nei pressi del raduno internazionale trova conferma alle parole di Angela, venendo salvato dall'Hiro del futuro dagli agenti di Erica. Mentre l'Hiro Nakamura di tale linea temporale viene intrappolato in Evernow da Hachiro Otomo, al momento ignaro dei piani di Erica, Hiro e Noah arrivati dal futuro provano infatti a impedire le esplosioni e salvare Claire. Hiro si rende tuttavia presto conto della difficoltà di cambiare gli eventi senza scatenarne altri peggiori, desistendo dopo aver messo in fuga Mohinder. Le deflagrazioni avranno quindi luogo, causate da diversi cloni di Harris, che si fanno esplodere con una cintura esplosiva, causando anche la morte del figlio di Luke e Joanne. Noah individua invece la figlia nell'ospedale dove già sapeva che era deceduta. Arrivato sul posto la trova già morta, ma viene sorpreso dalla notizia che è perita subito dopo aver partorito due gemelli, uno maschio e una femmina. Angela Petrelli, arrivata anche lei in ospedale, rivela i piani di Erica e annuncia come secondo le sue visioni almeno uno dei figli di Claire sarà fondamentale per salvare il mondo.
A quel punto Noah escogita un piano per tenerli al sicuro da Erica e farli arrivare pronti al momento in cui saranno chiamati ad usare le proprie abilità, rendendosi anche conto di come si era fatto cancellare la memoria per tenere nascosto alla compagnia il destino dei bambini. Eseguendo tale piano, Hiro porta i bambini indietro nel tempo al 1999 insieme ad Angela. Un momento prima Angela ha l'occasione di dare il nome al pronipote maschio, Nathan, in memoria del figlio deceduto, mentre Noah dà il nome alla bambina, Malina. I bambini si rivelano quindi come i Tommy e Malina protagonisti delle puntate precedenti, con il primo che era stato affidato alla stessa infermiera che lo ha fatto nascere. Nel finale, Noah prova anche ad uccidere Erica Kravid, anche lei nei pressi dell'ospedale, ma viene intercettato da sé stesso di quella linea temporale.
- Guest star: Sendhil Ramamurthy (Mohinder Suresh), Cristine Rose (Angela Petrelli), Masi Oka (Hiro Nakamura), Francesca Eastwood (Molly Walker), Clé Bennett (M. F. Harris), Aislinn Paul (Phoebe Frady), Hiro Kanagawa (Hachiro Otomo), Krista Bridges (Anne Clark), Michael Therriault (Richard Schwenkman), Pruitt Taylor Vince (Caspar Abraham).
- Ascolti USA: telespettatori 3.950.000 – rating 18-49 anni 1,0%[10]

## 13 giugno - seconda parte
- Titolo originale: June 13th - Part Two
- Diretta da: Allan Arkush
- Scritta da: M. Raven Metzner

### Trama
Dopo che Noah spiega al sé stesso del passato quanto avvenuto e come dovrà dimenticare tutto per proteggere i nipoti, si reca in cerca di Hiro, non ritornato come previsto dal 1999. Nel frattempo, il Noah della passata linea temporale viene fermato da Harris e un altro agente della compagnia con cui ha una lunga storia di trascorsi, Matt Parkman. Riuscirà a fuggire grazie all'aiuto di Caspar, che cancellerà la sua memoria dopo averlo portato sul luogo dell'esplosione. Quando l'altro Noah ritrova Hiro grazie all'aiuto di Molly, scopre il motivo per cui non era ritornato dove l'aveva lasciato, in ospedale: è il perché la figlia è morta. Nathan, il figlio di Claire, ora quindicenne, ha infatti lo stesso potere del bisnonno Arthur, ossia l'abilità di sottrarre l'abilità degli altri evo, mantenendo tuttavia solo l'ultima acquisita. Alla nascita Nathan ha assorbito il potere di Claire, che colta da infarto è quindi deceduta non avendo più l'abilità di rigenerarsi. Quando è stato poi preso in braccio da Hiro per viaggiare fino al 1999, ha preso la sua abilità di viaggiare nel tempo e nello spazio. Nel 1999, capito ciò, Angela decide di allevare Malina tenendola lontana dal fratello, per preservare la sua abilità, mentre Hiro, bloccato nel passato, si ritroverà a fargli da padre e più tardi da mentore, legandosi sentimentalmente ad Anne Clark, l'infermiera che farà nascere il bambino nel 2014. Appreso ciò, Noah, dopo essersi fatto teletrasportare da Nathan, ora cresciuto, da Angela, la quale svela di avere avuto una visione in cui i gemelli salvano il mondo sotto una torre dell'orologio di Odessa, con l'ora ferma alle 11:53, viene rispedito, sempre dal nipote, nella sua linea temporale originale, nel 2015. Nathan, su indicazione di Hiro, per non farsi trovare dai vari cloni di Harris che inseguivano Noah, si teletrasporta con la madre e Caspar in un'altra località, mentre il padre adottivo rimane da solo a fronteggiare i cloni. Caspar, per evitare che il ragazzo vada in cerca del padre, gli cancella tutta la memoria eccetto l'identità della madre adottiva, così da poter rimanere al sicuro dalla compagnia finché non sarà chiamato ad adempiere al suo destino un anno più tardi insieme alla sorella. Nel frattempo, Angela affida Malina, ancora ignara dell'esistenza del fratello, a Farah, ex soldato con l'abilità di rendersi invisibile.
Ritornato nel 2015, Noah ritrova quello che crede essere lo stesso Quentin che aveva lasciato, in realtà mai incontrato per aver modificato la linea temporale. Ingenuamente gli rivela quanto avvenuto e l'esistenza dei due nipoti, informazioni che lui comunicherà immediatamente a Erica. Nella linea temporale passata, modificata da Noah nel tentativo fallito di uccidere Erica, Quentin ha infatti l'occasione di aiutare la donna che in cambio lo fa reincontrare con la sorella. Phoebe era tuttavia già sotto la completa influenza della compagnia, avendo anche collaborato all'esecuzione dell'attentato, convinta della bontà del piano di Erica di salvare solo un gruppo selezionato di individui.
- Guest star: Greg Grunberg (Matt Parkman), Sendhil Ramamurthy (Mohinder Suresh), Cristine Rose (Angela Petrelli), Masi Oka (Hiro Nakamura), Francesca Eastwood (Molly Walker), Nazneen Contractor (Farah Nazan), Clé Bennett (M. F. Harris), Hiro Kanagawa (Hachiro Otomo), Krista Bridges (Anne Clark), Marianne Farley (Julia), Aislinn Paul (Phoebe Frady), Ari Cohen (generale Curren), Pruitt Taylor Vince (Caspar Abraham).
- Ascolti USA: telespettatori 3.970.000 – rating 18-49 anni 1,3%[11]

## Gusto sangue
- Titolo originale: Sundae, Bloody Sundae
- Diretta da: Gideon Raff
- Scritta da: Marisha Mukerjee e Sharon Hoffman

### Trama
Nel presente, Noah e Quentin, dopo essersi messi in contatto con Caspar, rintracciano Tommy, al quale il nonno e la madre spiegano quindi le sue vere origini e il suo destino. Mentre il ragazzo processa quanto appreso, viene chiamato da Joanne Collins, che minaccia di uccidere Emily e Caspar. Raggiunta la fidanzata nel locale dove lavora, Joanne uccide Caspar che invano tenta di salvare i ragazzi. Udito lo sparo, nel locale entra anche Luke, in zona insieme a Malina dopo aver accettato di aiutarla a trovare Tommy. Tommy, dopo aver visto quella che non sa ancora essere sua sorella, riesce a bloccare il tempo e teletrasportarsi con Emily in ospedale. Sul posto tuttavia Quentin, con l'aiuto di Phoebe, in grado di neutralizzare i poteri degli evo, lo costringe a seguirlo da Erica, dimostrando così anche a Noah come il suo viaggio nel passato abbia cambiato la linea degli eventi, lavorando anche lui per la Renautas. Erica ha intenzione di usarlo come ha già usato il padre adottivo, sfruttando il suo potere per portare avanti il suo piano di portare una selezione di cose e persone nel futuro.
Nel frattempo, Dearing infiltra Carlos a Sunstone Manor. Nella struttura Carlos apprende come a tutti gli evo che vi sono stati portati, compreso il nipote, sia stato fatto il lavaggio del cervello, rimanendo nel luogo per propria volontà. Sia Dearing che Carlos finiscono intrappolati nella struttura, il cui direttore si rivela essere Matt Parkman. Taylor incontra di persona membri del movimento fondato da Hero_Truther, il cui vero nome è Micah Sanders, in grado di manipolare con la mente qualsiasi sistema elettronico. Gli attivisti, tra i quali è presente anche René, la invitano ad aiutarli a trovare Micah, imprigionato dalla Renautas. Nel finale, Miko Otomo si ritrova 7957 anni nel futuro, in prossimità di un insediamento circondato da un'area deserta.
- Guest star: Greg Grunberg (Matt Parkman), Jimmy Jean-Louis (René), Nazneen Contractor (Farah Nazan), Carlos Lacamara (padre Mauricio Chavez), Toru Uchikado (Ren Shimosawa), Clé Bennett (M. F. Harris), Eve Harlow (Taylor Kravid), Dylan Bruce (James Dearing), Marco Grazzini (Oscar Gutierrez), Lucius Hoyos (Jose Gutierrez), Michael Therriault (Richard Schwenkman), Krista Bridges (Anne Clark), Aislinn Paul (Phoebe Frady), Nesta Cooper (Dahlia), Rachael Ancheril (Fiona), Pruitt Taylor Vince (Caspar Abraham).
- Ascolti USA: telespettatori 3.780.000 – rating 18-49 anni 1,1%[12]

## 11:53 per Odessa
- Titolo originale: 11:53 to Odessa
- Diretta da: Larysa Kondracki
- Scritta da: Seamus Kevin Fahey

### Trama
Erica, dopo aver tentato con la forza di sfruttare i poteri di Tommy, decide di provarlo a reclutare convincendolo della bontà del suo piano. Per fargli vedere quanto già fatto grazie a Hiro, si fa teletrasportare con lui 7957 anni nel futuro, dove la civiltà contemporanea sembra estinta, eccetto che per una nuova città costruita dalla Renautas: Gateway. Tommy accetta quindi di aiutarla a condizione di teletrasportare e salvare più persone possibile, ma quando appare Miko Otomo che annuncia di volerlo salvare, sfrutta l'occasione per fuggire via con lei, lasciando Erica nel futuro. La ragazza, intanto, aveva incontrato il padre Hachiro, anche lui nel futuro, il quale, dopo averle mostrato il suo vero corpo, in stato comatoso a causa di un incidente, le aveva chiesto nuovamente di salvare il "maestro del tempo e dello spazio". Nel passato, Hachiro, appare anche a Ren, indirizzandolo verso il luogo in cui la compagnia aveva creato il ponte temporale verso il futuro. Noah continua con Malina ad andare in cerca del nipote. A loro, nonostante Noah provi più volte ad allontanarlo, si unisce Luke, che si sente parte della loro missione e vuole ripagare la ragazza per avergli salvato la vita. La sua presenza si rivela necessaria quando Malina, dopo aver fermato un'anomala condizione meteorologica, è in procinto di essere aggredita da passanti anti-evo. Durante la vicenda, Noah viene improvvisamente teletrasportato prima di essere colpito da un'auto scaraventata dal vento che l'avrebbe altrimenti ucciso.
Intanto, Taylor si introduce con un mutaforma, che assume le sembianze di Erica, a Sunstone Manor per liberare Micah. Matt Parkman tuttavia leggendo loro il pensiero intuisce le loro intenzioni costringendoli alla fuga. Carlos, dopo essere riuscito a sottrarsi a una guardia, raggiunge e libera Farah, con la quale è stato in missione da soldato e, con la quale, come svelato in precedenza da Matt, è reciprocamente innamorato. I due si uniscono poi a Taylor, ma un esercito di cloni di Harris impedisce loro di allontanarsi dalla struttura.
- Guest star: Greg Grunberg (Matt Parkman), Noah Gray-Cabey (Micah Sanders), Jimmy Jean-Louis (René), Nazneen Contractor (Farah Nazan), Eve Harlow (Taylor Kravid), Clé Bennett (M. F. Harris), Toru Uchikado (Ren Shimosawa), Hiro Kanagawa (Hachiro Otomo), Aislinn Paul (Phoebe Frady), Nesta Cooper (Dahlia), Arnold Pinnock (agente di Gateway).
- Ascolti USA: telespettatori 3.720.000 – rating 18-49 anni 1,1%[13]

## Avanti i cloni
- Titolo originale: Send in the Clones
- Diretta da: Larysa Kondracki
- Scritta da: Peter Elkoff

### Trama
A Sunstone Manor, René e Taylor affrontano Matt Parkman, ma quest'ultimo riesce ad avere la meglio. Matt, che ha accettato di lavorare per Erica per garantire un trasferimento nel futuro per sé e la sua famiglia, decide di prendere ostaggio la ragazza come garanzia, mettendosi in viaggio verso la madre, in direzione Odessa. Farah e Carlos liberano Jose e Micah, il quale sfrutta poi il suo potere per diffondere un messaggio che espone la responsabilità di Erica dietro l'attentato del 13 giugno, e radunano gli ospiti della struttura, non più sotto il controllo mentale di Matt, per fronteggiare i cloni di Harris. Dal futuro, arriva sul posto anche Miko, che si scontra con l'Harris originale. Dopo un lungo combattimento riesce ad ucciderlo, incenerendo simultaneamente tutti i suoi cloni. Nel futuro, Tommy l'aveva infatti teletrasportata a Sunstone Manor per adempiere al destino come predetto dalla rivista 9th Wonders!, che narra le vicende dei protagonisti. Tommy continua tuttavia a seguire le indicazioni di Erica, ritornando con lei nell'Odessa del presente, dove re-incontra anche la madre e Emily. Nel frattempo, Malina e Luke erano stati intercettati da alcuni cloni di Harris accompagnati da Quentin e Phoebe. Dopo essere riusciti a sopraffarli e immobilizzarli, poi agevolati anche dalla distruzione dei cloni ad opera di Miko, si mettono anche loro in viaggio verso Odessa. Nel finale, Erica recluta Joanne Collins per fermare il marito e Malina.
- Guest star: Greg Grunberg (Matt Parkman), Sendhil Ramamurthy (Mohinder Suresh), Noah Gray-Cabey (Micah Sanders), Jimmy Jean-Louis (René), Nazneen Contractor (Farah Nazan), Carlos Lacamara (padre Mauricio Chavez), Eve Harlow (Taylor Kravid), Clé Bennett (M. F. Harris), Hiro Kanagawa (Hachiro Otomo), Lucius Hoyos (Jose Gutierrez),  Krista Bridges (Anne Clark), Aislinn Paul (Phoebe Frady), Nesta Cooper (Dahlia), Michael Therriault (Richard Schwenkman).
- Ascolti USA: telespettatori 3.740.000 – rating 18-49 anni 1,0%[14]

## La donna dell'impresa
- Titolo originale: Company Woman
- Diretta da: Jon Jones
- Scritta da: Holly Harold

### Trama
È ormai la vigilia della prevista inversione dei poli e l'arrivo sulla Terra di particelle derivanti da eruzioni solari, non più fermate dal campo geomagnetico terrestre durante la sua inversione. Phoebe riesce a liberarsi e a fuggire, ma il fratello Quentin decide di abbandonarla, definitivamente convinto della sua malvagità, non riconoscendo più la sorella per cui ha lottato per trovarla e liberarla dalla Renautas. Quentin si unisce quindi alla causa di Luke e Malina, la quale, per farsi trovare da Tommy, lascia un messaggio a una troupe televisiva, poi replicato da Micah, che lo nota con Farah nel televisore di una stazione di servizio. Tommy, che intanto fugge dal centro della Renautas dopo aver scoperto che il piano prevede il trasferimento nel futuro di una sola decina di migliaia di persone, riceve il messaggio della sorella, situata nella scuola che aveva frequentato la madre naturale Claire. Sul posto è preceduto tuttavia dagli uomini della compagnia e Joanne. La donna si scontra con Luke, il quale sarà costretto a ucciderla, mentre Farah, arrivata anche lei sul posto con Carlos, Micah e Jose, rimane ferita. Tommy viene intercettato da Hachiro Otomo, che lo intrappola nel videogioco Evernow come aveva già fatto con Hiro. All'interno della compagnia, Ren si infiltra nella struttura e conosce Emily, con la quale cerca di trovare e liberare Tommy. Matt Parkman, nel frattempo, aveva raggiunto con Taylor Erica, ottenendo da quest'ultima dei braccialetti grazie ai quali dovrebbe essere incluso, insieme alla moglie e al figlio, tra le persone salvate e teletrasportate nel futuro. Mentre Erica non riesce a riappacificarsi con la figlia, Matt ha un incidente stradale.
- Guest star: Greg Grunberg (Matt Parkman), Noah Gray-Cabey (Micah Sanders), Nazneen Contractor (Farah Nazan), Caitlin Carver (Erica Kravid da giovane), Eve Harlow (Taylor Kravid), Krista Bridges (Anne Clark), Toru Uchikado (Ren Shimosawa), Hiro Kanagawa (Hachiro Otomo), Aislinn Paul (Phoebe Frady), Michael Therriault (Richard Schwenkman), Lucius Hoyos (Jose Gutierrez), Tom Melissis (dottore), David Storch (padre di Erica), Dan Warry-Smith (Casper Abraham da giovane).
- Ascolti USA: telespettatori 3.830.000 – rating 18-49 anni 1,0%[15]

## Progetto rinascita
- Titolo originale: Project Reborn
- Diretta da: Jon Jones
- Scritta da: Tim Kring e Zach Craley

### Trama
Mentre Carlos, Micah e Jose salvano Farah, Erica sfrutta i poteri del prigioniero Tommy per teletrasportarsi, insieme agli altri selezionati, nel futuro, come previsto dal suo piano. Tuttavia, nel gruppo di teletrasportati sono presenti anche Ren e Emily, i quali si mettono alla ricerca di Hachiro Otomo. Dopo averlo trovato, lo risvegliano dallo stato di ibernazione a cui era stato sottoposto insieme alla figlia Miko e altri evo; l'uomo incarica poi Ren di entrare nel videogioco e liberare il nuovo "maestro del tempo e dello spazio". Tommy, in Evernow ha modo nel frattempo di recuperare tutta la sua memoria sin dalla sua infanzia ed esercitare i suoi poteri; quando viene liberato è quindi pronto per salvare il mondo. Nonostante Erica provi a fermarlo, Tommy, dopo aver rivendicato il suo vero nome, Nathan, si sdoppia: uno rimane nel futuro per riportare tutti, eccetto la dirigente della Renautas, nel presente, mentre l'altro ritorna subito indietro nel tempo per aiutare la sorella.
Malina, intanto, aveva raggiunto con Luke e Quentin la torre dell'orologio che era stata protagonista della visione di Angela. Luke, per rallentare i primi effetti delle eruzioni solari, si sacrifica assorbendo il maggior quantitativo possibile di energia e disperdendosi con essa. All'interno della torre, Quentin trova Phoebe, la quale aggredisce Malina. Per salvare quest'ultima, Quentin si vede costretto a sparare alla sorella. Malina prova poi ad usare i suoi poteri per proteggere la Terra dalle particelle solari, ma da sola non può farcela. Tommy, tornato dal futuro, prova quindi ad aiutarla, ma non vi riesce. Il ragazzo quindi torna indietro nel tempo ad un momento nel quale Angela, tenendolo nascosto a Noah, aveva testato in laboratorio i poteri dei due gemelli, cancellando poi loro la memoria con l'aiuto di René. Tommy, rivivendo l'esperimento, scopre quindi che, affinché i suoi poteri possano entrare in simbiosi con quelli della sorella, vi è la necessità di una terza figura, un "condotto" che sprigioni l'energia generata ed eviti così di ucciderli, anche se ciò comporta la morte della terza persona. Tommy si rende presto conto che tale figura è destinata ad essere Noah. Dopo averlo raggiunto al momento in cui era in compagnia di Luke e Malina, quando la nipote stava fronteggiando condizioni meteo anomale, salvandolo da un'auto scaraventata dal vento che stava per colpirlo, lo teletrasporta indietro nel tempo per farlo assistere all'esperimento. Dopo che Noah capisce e accetta il suo destino, i due viaggiano fino al presente, alla torre dell'orologio, dove insieme a Malina riescono a rigenerare lo scudo di protezione della Terra contro le particelle solari. Noah muore poco dopo, mentre l'altro Tommy dal futuro aveva finito di riportare indietro coloro che erano stati teletrasportati.
Tre mesi dopo, Quentin, imprigionato, è interrogato da agenti che vogliono scoprire l'identità degli evo che hanno salvato il mondo, non immaginando che possano averlo fatto solo per altruismo, senza pretendere qualcosa in cambio. Quentin risponde loro di smetterla di pensare agli evo come persone straordinarie, essendo loro non diversi da qualsiasi altro essere umano. Nel frattempo, Ren e Miko, la vera figlia di Otomo, si allenano con la katana sotto gli occhi del padre di lei; Carlos e Farah convivono con Jose e formano un'affiatata coppia anti-crimine a Los Angeles; Emily e Tommy lavorano insieme nel negozio di gelati in cui già era impiegata lei quando si sono incontrati; mentre Malina frequenta la Union Wells High School, la scuola superiore già frequentata dalla madre Claire. La relativa tranquillità dei protagonisti è interrotta dal misterioso ritrovamento di due carte dei tarocchi da parte di Tommy e Malina. Quando la ragazza lo confida ad Angela, questa rivela che è un segno del ritorno di loro padre e che stavolta nessuno può proteggerli da lui.
- Guest star: Cristine Rose (Angela Petrelli), Noah Gray-Cabey (Micah Sanders), Jimmy Jean-Louis (René), Nazneen Contractor (Farah Nazan), Toru Uchikado (Ren Shimosawa), Hiro Kanagawa (Hachiro Otomo), Lucius Hoyos (Jose Gutierrez), Krista Bridges (Anne Clark), Aislinn Paul (Phoebe Frady), Dean Armstrong (Cole Cutler), Michael Therriault (Richard Schwenkman).
- Ascolti USA: telespettatori 3.830.000 – rating 18-49 anni 1,0%[16]